# Нова Весь (гміна Болеславець)
Нова Весь (пол. Nowa Wieś, нім. Neundorf) — село в Польщі, у гміні Болеславець Болеславецького повіту Нижньосілезького воєводства.
Населення — 390 осіб (2011).
У 1975-1998 роках село належало до Єленьоґурського воєводства.

## Демографія
Демографічна структура станом на 31 березня 2011 року:
|          | Загалом | Допрацездатний вік | Працездатний вік | Постпрацездатний вік |
| -------- | ------- | ------------------ | ---------------- | -------------------- |
| Чоловіки | 193     | 41                 | 136              | 16                   |
| Жінки    | 197     | 44                 | 115              | 38                   |
| Разом    | 390     | 85                 | 251              | 54                   |